# Course de côte du Mont-Dore
La Course de côte du Mont-Dore, ou Course de côte du Mont Dore / Chambon-sur-Lac, est une compétition automobile internationale disputée dans le département du Puy-de-Dôme (région Auvergne), au pied du Puy de Sancy sur trois journées peu avant la mi-août. Elle est réservée à des véhicules de tourisme, de production, ainsi qu'à des prototypes et à des monoplaces.

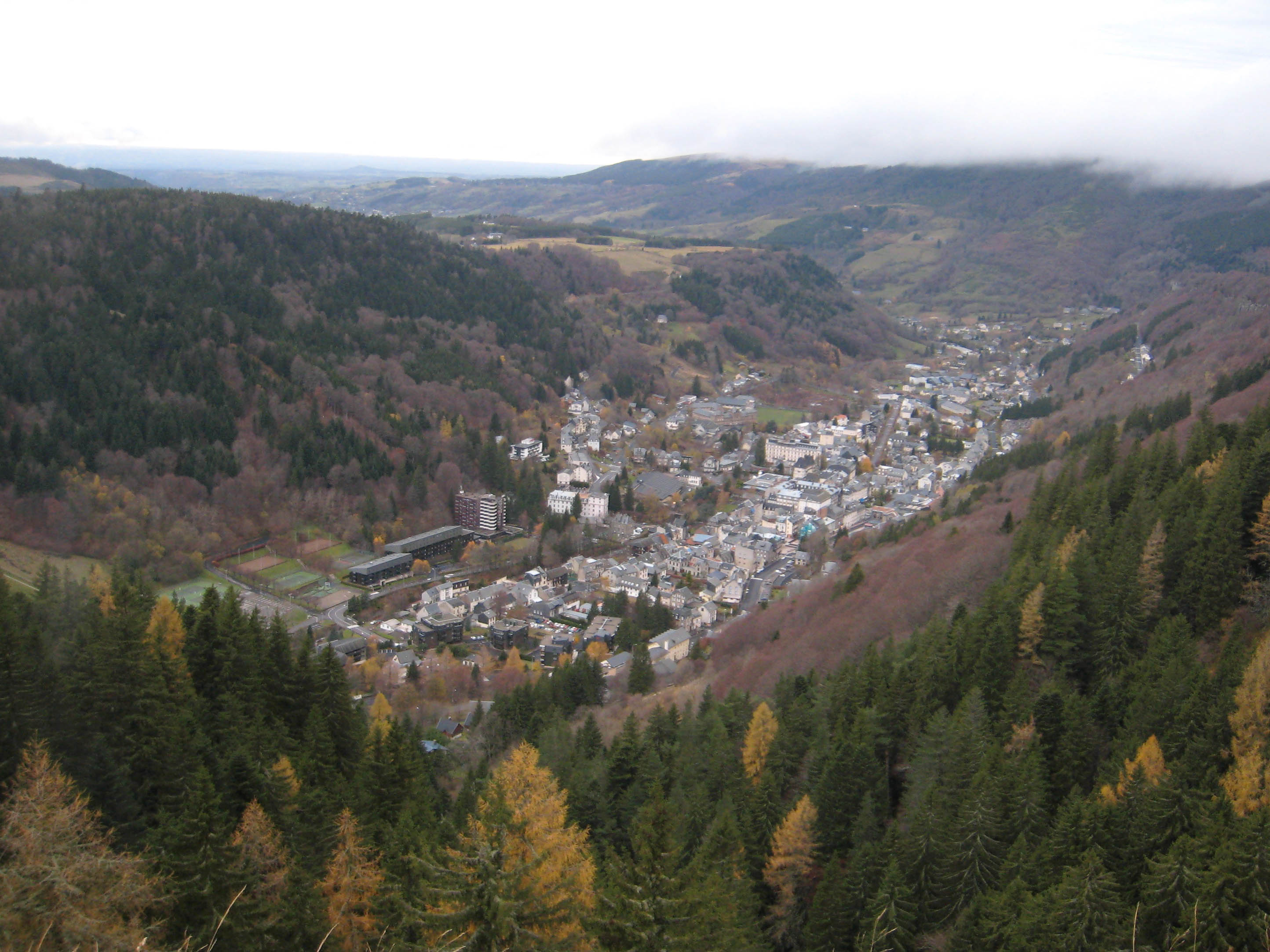
Le Mont-Dore.

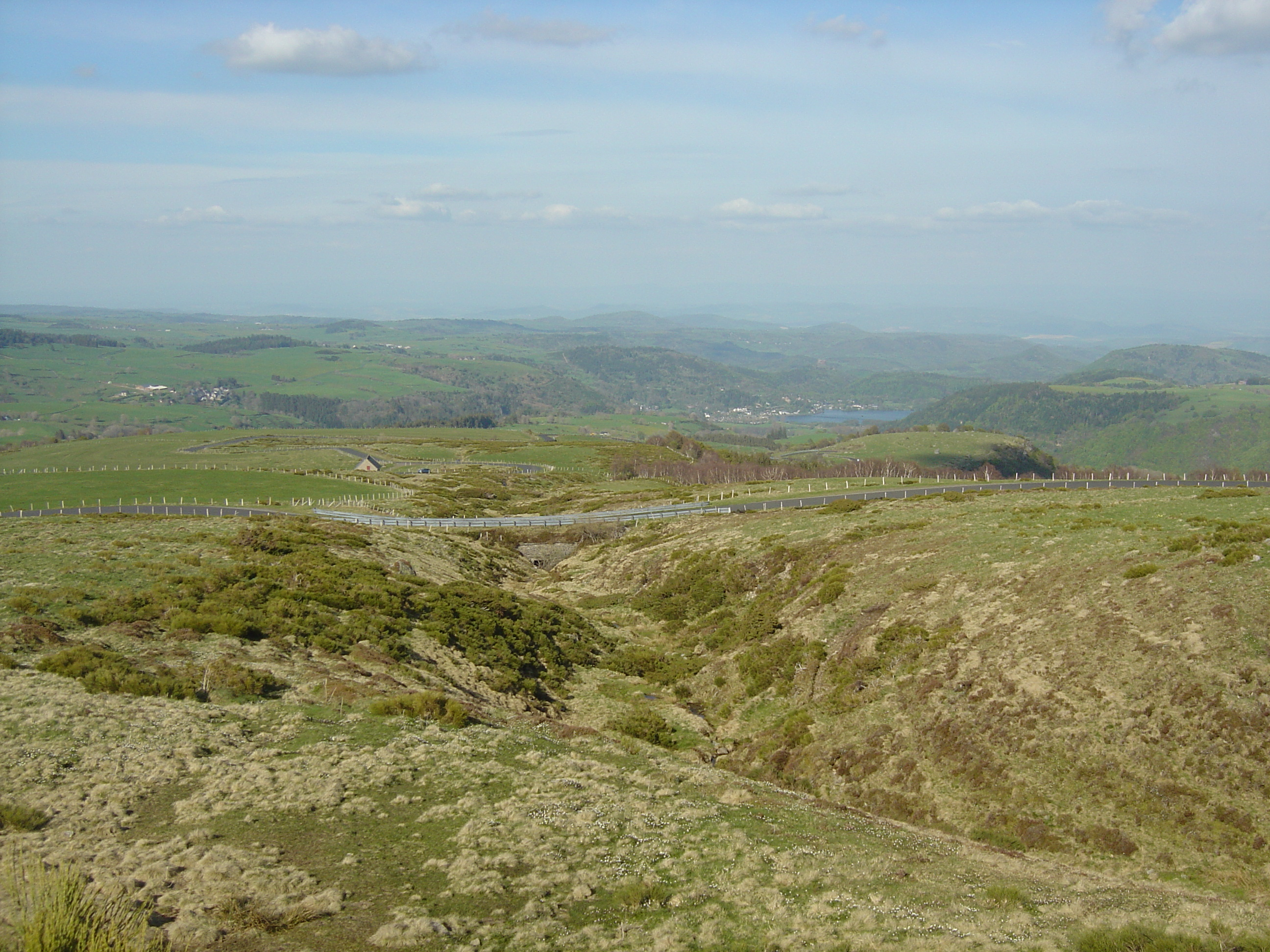
Le lac Chambon, et le col de la Croix Saint-Robert (versant est).

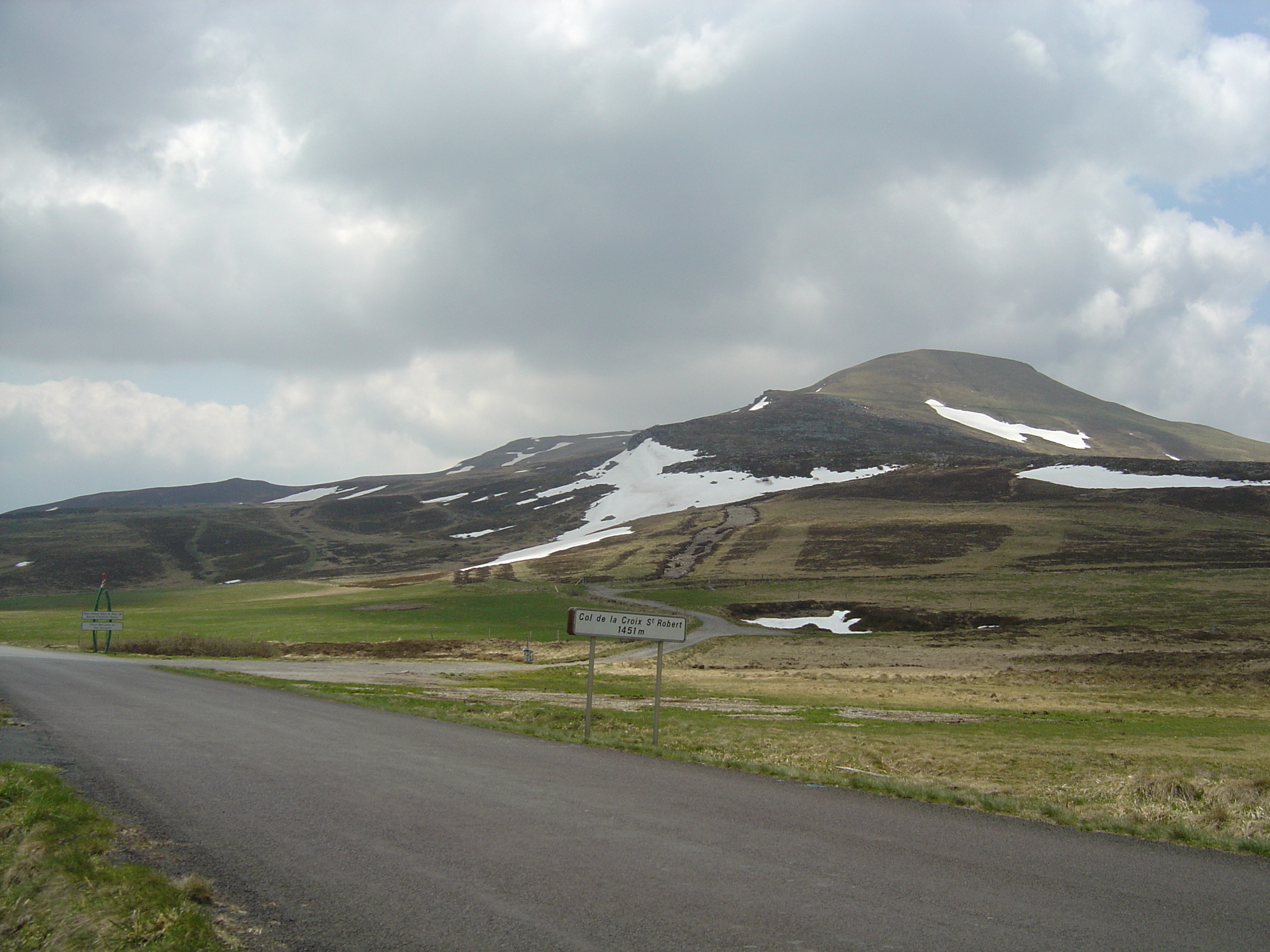
Le col de la Croix-Saint-Robert, à 1451 m d'altitude.

## Histoire
Elle fut imaginée et créée par Claude Souchal, avec l'aide de Pierre About, rédacteur en chef du département automobile au quotidien L’Équipe.
Le parcours s'effectue entre Moneaux (près de l'ancienne station de sports d'hiver Chambon-des-Neiges sur le domaine du Sancy), et le col de la Croix Saint-Robert (27e tronçon de course) sur une portion de la départementale 36, sur un peu plus de 5 km avec une quarantaine de virages, notamment celui de la Carrière.
En 1973, Daniel Rouveyran décède en course le 1er juillet, sur une March F1.
En 2003, Daniel Pasquier succède comme directeur de course au Dr Auriacombe. L'ASA Club d’Auvergne organise la compétition de 1961 à 1974, puis l'ASA Mont-Dore (la plus petite de France, longtemps présidée par Auriacombe en tant que successeur de Claude Souchal) de 1975 à 2010, puis vient le tour de l’association Sancy Côte Organisation (SCO), l'ASA restant l'interlocutrice de la FFSA.
Une moyenne de plus de 200 participants est annuellement recensée (300 à l'apogée de l'épreuve). L'épreuve est inscrite comme manche sancylienne du Championnat de France de la montagne, ainsi qu'en Championnat d’Europe de la montagne, la première fois en 1970 ; 150 kg d'écart sont admis entre les véhicules des règlements FIA et FFSA. En championnat d'Europe plus de 10 km de course sont en tout exigés, soit trois courses disputées par pilote pour retenir les deux meilleurs temps. Le nombre de trains de pneumatiques utilisables est également différent selon les deux championnats.
Cependant, en 2014, la course disparaît du championnat continental au profit de la seule côte Saint-Jean-du-Gard - Col Saint-Pierre, le règlement n'autorisant plus désormais qu'une seule représentation par État pour les 12 courses de la saison (12 États).
Il existe désormais aussi une version « historique » de cet évènement.
Le 1er juillet 2013, pour le 40e anniversaire de la mort de Rouveyran, une plaque a été apposée à l'endroit de l'accident qui lui fut fatal.

## Palmarès
- 1962 :  José Rosinski, sur Formule Junior Cooper T56-BMC en 3 min 27 s 2 ;
- 1963 :  Jean Vinatier, sur Alpine-Gordini 4 cylindres de 1150 (vainqueur de catégorie Gérard Larrousse, sur Renault Dauphine 1093) ;
- 1964 :  Maurice Trintignant, sur BRM F1 ;
- 1965 :  Jean Rolland, sur Alfa Romeo Giulia GTA[2] (vainqueur de catégorie < 1 300 cm3 Jean-Pierre Jabouille, sur Alpine A110) ;
- 1966 :  Jean-Pierre Beltoise, sur Matra Sports MS5-BRM F2 ;
- 1967 :  Jean-Pierre Beltoise, sur Matra Sports MS7-Cosworth F2 (vainqueur de catégorie GT Gérard Larrousse, sur Alpine A110 1150) ;
- 1968 :  Jean-Pierre Beltoise, sur Elina FL 1440 Conrero (2e Larrousse, 3e Jabouille) ;
- 1969 :  Jean-Pierre Beltoise, sur Matra Sports MS7-Cosworth F2 en 2 min 47 s 1 ;

S'illustrent également durant les années 1960, Henri Oreiller, Jo Schlesser, Pierre Maublanc et Henry Greder (2e en 1965). Durant les années 1970, sont à noter les participations de Jean-Luc Thérier, Bruno Saby, Bernard Béguin, Henri Pescarolo (1979), ou encore celles des frères Jacques et Jean-Marie Alméras et de l'italien Mauro Nesti.
- 1970 (Ch. d'Europe) :  Jean-Pierre Beltoise, sur Matra Simca MS 11/12 F1 en 5 min 53 s 600 ;
- 1971 (Ch. d'Europe) :  "Jimmy" Mieusset, sur Pygmée MDB 15 en 5 min 21 s 900 (vainqueur de catégorie Proto Gérard Larrousse sur Chevron B 19) ;
- 1972 (Ch. d'Europe) :  Guy Fréquelin (vainqueurs de catégorie GT Gérard Larrousse, sur Porsche 911 S, et de catégorie GTS Jean-Luc Thérier sur Alpine A110) ;
- 1973 (Ch. d'Europe) :  Yves Martin, sur McLaren M 21 ;
- 1974 (Ch. d'Europe) :  Hervé Bayard (champion de France de la spécialité en 1970) ;
- 1975 (Ch. d'Europe) :  "Jimmy" Mieusset, sur March 742-BMW en 5 min 14 s 320 ;
- 1976 (Ch. d'Europe) :  "Jimmy" Mieusset, sur March 762-BMW en 5 min 10 s 100 ;
- 1977 (Ch. d'Europe) :  "Jimmy" Mieusset, sur Ralt RT1-BMW en 5 min 08 s 370 ;
- 1978 (Ch. d'Europe) :  Max Mamers, sur March 782-BMW en 4 min 58 s 390 ;
- 1979 (Ch. d'Europe) :  Max Mamers, sur March 782-BMW en 4 min 55 s 780 ;
- 1980 (Ch. d'Europe) :  Michel Pignard, sur Proto TOJ SC206 en 2 min 31 s 620 ;
- 1981 (Ch. d'Europe) :  Marc Sourd, sur Martini Mk 31 ROC ;
- 1982 (2 min 21 s 75 - record durant 12 ans), 1983, 1984, 1985, 1986, 1987, 1988 (2e Anne Baverey), 1989, 1990, 1991 et 1993 (Ch. d'Europe) :  Marcel Tarrès, sur Martini F2 puis Mk 56 ;
- 1992 et 1994 (Ch. d'Europe) :  Daniel Boccard, sur Martini Mk 56 (2 manches) ;
- 1995 (Ch. d'Europe) :  Christian Debias, sur Martini (2 manches) ;
- 1996 (Ch. d'Europe) :  Christian Debias, sur Martini Mk 58 B en 5 min 12 s 332 ;
- 1997 (Ch. d'Europe) :  Daniel Boccard ;
- 1998 (Ch. d'Europe) :  Daniel Boccard, sur Martini Mk 69 (2 manches) ;

Arrivée des Formule 3000 :
- 1999, 2000, 2002, 2003 et 2004 (Ch. d'Europe) :  Bernard Chambérod, sur Reynard 92D (2 manches) ;
- 2001 (Ch. d'Europe) :  Lionel Régal, sur Reynard 93D (2 manches) ;
- 2005 (Ch. d'Europe) :  Lionel Régal ;
- 2006 (Ch. d'Europe) :  Lionel Régal ;
- 2007 (Ch. d'Europe) :  Ander Vilariño (coupe d'Europe de la montagne en 2005, champion d'Europe cat.II en 2007, et fils d'Andres Vilariño, quadruple champion d'Europe cat.II de 1989 à 1992), sur Reynard 01L F3000 (Gr. E2) (Ch.de Fr.  Lionel Régal) ;
- 2008 (Ch. d'Europe) :  Lionel Régal, sur Reynard en 2 min 15 s 720 ;

...Série A - voitures de Sport (toujours 2 manches retenues):
- 2009 (Ch. d'Europe) :  David Baldi, sur Proto Osella FA 30-Zytek (Ch.de Fr.  Alban Thomas) ; ;
- 2010 (Ch. d'Europe) :  Simone Faggioli, (record absolu de la course en 2 min 12 s 983 à plus de 135 km/h de moyenne, sur Proto Osella catégorie II Formule libre FA 30-Zytek du Groupe E2M) (Ch.de Fr.  Lionel Régal) ;
- 2011 (Ch. d'Europe) :  Simone Faggioli, sur Proto Osella FA 30-Zytek (distance rallongée de 80 m) (Ch.de Fr.  Nicolas Schatz) ;
- 2012 (Ch. d'Europe) :  Simone Faggioli, sur Proto Osella FA 30-Zytek (Ch.de Fr.  Nicolas Schatz, sur Reynard 99 Nippon) ;
- 2013 (Ch. d'Europe - 53e édition de la course) :  Christian Merli, sur Osella PA2000-Honda 4 cylindres (Ch.de Fr.  Nicolas Schatz, sur Norma M20 SC) ;
- 2014 :  Nicolas Schatz, sur Norma M20 SC (uniquement Ch.de Fr.) ;
- 2015 :  Nicolas Schatz, sur Norma M20 SC (uniquement Ch.de Fr.)
- 2016 :  Nicolas Schatz, sur Norma M20 SC (uniquement Ch.de Fr.)

## Anecdotes
- Les prix sont remis en présence de Claude François en 1964, et Johnny Hallyday participe lui-même à la course en 1967 sur Ford Mustang 6.4L. (39e)[3].